# Perenniporia oviformis
Perenniporia oviformis är en svampart som beskrevs av G. Cunn. ex P.K. Buchanan & Ryvarden 1988. Perenniporia oviformis ingår i släktet Perenniporia och familjen Polyporaceae.   Inga underarter finns listade i Catalogue of Life.